# いわき市暮らしの伝承郷
いわき市暮らしの伝承郷（いわきしくらしのでんしょうごう）は、福島県いわき市鹿島町下矢田にある文化施設。全国文化財集落施設協議会の施設のひとつ。

## 概要
江戸時代や明治時代など過去の生活の工夫を学び現代に生かすことを目的として、1999年に設立された。施設は福島県立いわき公園内に所在する。
常設展や企画展などの展示の他、講座・体験学習なども実施している。また、かつて実際に使われていた民家を施設内に移築し、当時の様子を限りなく近く復元した民家ゾーンもある。これらの古民家は全5棟あり、いずれもいわき市内に江戸時代中期から明治時代前期にかけて建立されたものである。うち、旧樋口家住宅が福島県指定重要文化財に、他の4棟がいわき市有形文化財に指定されている。

## 所在地
- 福島県いわき市鹿島町下矢田字散野14-16

## 利用案内

### 開園時間
- 4月〜9月：9時〜17時（入園は16時30分まで）
- 10月〜3月:9時〜16時30分（入園は16時まで）

### 観覧料
- 一般：330円(270円)
- 高校生・大学生：210円(170円)
- 小・中学生：170円(110円)

※（）内は、20名以上の団体割引料金

### 休園日
- 毎週火曜日（その日が祝祭日の場合、翌平日）
- 12月29日〜1月1日

## 交通アクセス
- JRいわき駅より車で約15分
- 常磐自動車道いわき中央ICより車で約25分、いわき湯本ICより車で約30分

## 参考
- 公益財団法人いわき市教育文化事業団